# Twee fragmenten van het retabel 'Opdracht van Maria in de tempel'
De Opdracht van Maria in de tempel is een retabel waarvan twee fragmenten in het Oldmastersmuseum van de Koninklijke Musea voor Schone Kunsten van België te Brussel zijn bewaard. Ze zijn vervaardigd door een onbekende kunstschilder die men de noodnaam Meester van het Gezicht op Sint-Goedele gaf. Hij was op het einde van de 15e eeuw actief in Brussel in de omgeving van Rogier van der Weyden.

## Iconografie
Op de voorzijde van een van de fragmenten is het rechter gedeelte van de Opdracht van Maria in de tempel te zien, op de achterzijde de heilige Ursula van Keulen. Het andere fragment vertoont aan de voorzijde de Maria-Visitatie en aan de achterzijde de heilige Simon Stock die de scapulier van Onze Lieve Vrouw van de berg Karmel van Maria ontvangt. Meestal waren retabels het grootste deel van de tijd gesloten waardoor buitenkanten eerder beschadigd geraakten. Dit is het geval voor de afbeelding van Simon Stock. De restauratie van dit paneel zorgde ervoor dat zijn afbeelding kon worden gered. Het is de eerste voorstelling van Simon Stock, voor zover bekend anno 2019, in de Vlaamse schilderkunst van de 15e eeuw. In de 16e en 17e eeuw werd dit iconografisch thema van deze overste van de karmelietenorde veel aangewend.
Het is mogelijk dat de twee fragmenten een verband hebben met de Opdracht van Maria in de tempel dat in het Oldmastersmuseum in Brussel wordt bewaard. Het retabel, waarvan het middenstuk ontbreekt, werd ontmanteld en bijgesneden. Hierdoor zijn de teruggevonden fragmenten, die opnieuw werden ontdekt toen ze te koop werden aangeboden, zowel historisch als iconografisch van belang voor de collectie van het museum.

## Achtergrond
De Meester van het Gezicht op Sint-Goedele leidde een belangrijk atelier dat een aantal beschilderde zijpanelen vervaardigde voor retabels met een gesculpteerd middenpaneel. Kunstenaars, werkzaam in de 15e eeuw in Brussel, kregen uit heel Europa opdrachten voor dit type retabels.
Het oorspronkelijke retabel met zijn twee fragmenten bevat nog veel mysteries. Het was zeker een triptiek met op het middenpaneel een voorstelling van de Annunciatie. Een andere mogelijkheid is dat de fragmenten bij een groter werk horen, omdat Brusselse kunstenaars uit die tijd graag grote verhalende cycli schilderden.

## Geschiedenis
De twee fragmenten van dit retabel werden in 2015 verworven door het Fonds Léon Courtin-Marcelle Bouché, onder beheer van het Erfgoedfonds van de Koning Boudewijnstichting.